# Stare Pole
Stare Pole (nom allemand en vigueur avant 1945: Altfelde) est un village polonais de la voïvodie de Poméranie et du powiat de Malbork. Il est le siège de la gmina de Stare Pole et comptait 1.834 habitants en 2006.
La première mention du village date de 1330. Le paléontologue allemand Alfred Eisenack, découvreur des chitinozoaires, naquit ici en 1891.